# Adolf Heidenreich Droste zu Vischering (Domkantor)
Adolf Heidenreich Droste zu Vischering (* vor 1677; † 14. September 1724 in Münster) war Domkantor in Münster.

## Leben

### Herkunft und Familie
Als Sohn der Eheleute Heidenreich Droste zu Vischering (1616–1678) und Anna von Lülsdorf zum Haan (1625–1710) wuchs Adolf Heidenreich zusammen mit seinen Brüdern Christoph, Jobst Gottfried und Heidenreich Ludwig in der uralten westfälischen Adelsfamilie Droste zu Vischering auf.
Sein Onkel Goswin war Dombursar und Amtsdroste in Dülmen.

### Beruflicher Werdegang
Bevor Adolf Heidenreich das Biennium in Paris mit Studienzeugnis (20. Oktober 1677) abschloss, erhielt er am 27. Februar 1677 die päpstliche Provision auf die münstersche Präbende durch den Paderborner Domdechanten von Ketteler. Noch vor 1689 bekleidete er das Amt des Oberjägermeisters.
Am 27. März 1677 war die Aufschwörung auf die Geschlechter Droste, Lülsdorf, Raesfeld und Quadt.
In den Jahren vor 1689 bekleidete er das Amt des Oberjägermeisters.
Am 28. Februar 1693 erhielt er vom Bischof das Archidiakonat „Auf dem Drein“, nachdem Heinrich von Korff genannt Schmising ausgeschieden war.
Am 16. März 1694 erhielt er die Option auf die Obedienz Schwienhorst und am 25. Februar 1699 auf das Archidiakonat Albersloh. „Auf dem Drein“ wurde verlassen, um die Domkantorei Münster zu erhalten.
Droste besaß seit 1655 ein Domkanonikat in Osnabrück; bereits vor 1681 resignierte er. Am 29. Juli 1699 erhielt er die Dompräbende in Paderborn.
Er besaß die Subdiakonsweihe.
Am 26. Mai 1720 setzte Adolf Heidenreich in seinem Testament seinen Cousin Adolf Heinrich (Domherr in Münster und Minden) als Alleinerben ein.